# Hamza Assoumanou
Hamza Assoumanou, né le 6 décembre 1992, est un coureur cycliste togolais.

## Biographie
En 2017, Hamza Assoumanou remporte en juillet la première édition du Grand Prix de la Kozah, disputé au Togo. À la fin de l'année, il se distingue en terminant dixième d'une étape du Tour du Faso.
En 2019, il est sacré champion du Togo à Lomé,.

## Palmarès
- 2017
  - Grand Prix de la Kozah :
    - Classement général
    - 2e étape
- 2019
  -  Champion du Togo sur route